# Sikorsky SH-3 Sea King
Sikorsky SH-3 Sea King (tovarniška oznaka S-61) je ameriški dvomotorni protipodmorniški (ASW)/večnamenski helikopter. Načrtovalo in izdelovalo ga je podjetje Sikorsky Aircraft. Bil je prvi amfibijski helikopter na svetu in eden izmed prvih helikopterjev s turbogrednim motorjem. Posebnost Sea Kinga je možnost pristanka na vodi.
Uveden je bil leta 1961 in je bil več desetletij delovni konj ameriškega protipodmorniškega bojevanja. V 1990ih ga je nadomestil neamfibijski Sikorsky SH-60 Seahawk. Helikopter je postal popularen tudi na komercialnem področju, veliko število helikopterjev je še vedno v uporabi po svetu. Pod licenco so ga izdelovali tudi pri italijanski Agusti, japonskem Mitsubishi-ju in britanskem Westland  kot Westland Sea King. Civilne verzije imajo oznako S-61L in S-61N.
Med Hladno vojno se je zelo povečalo število podmornic Sovjetske mornarice, tudi čez 200 podmornic različnih tipov. Ameriška mornarica je odgovorila s helikopterji kot je Sea King in propelerskim letalom P-3 Orion
Leta 1957 je Sikorsky dobil pogodbo za vsevremenski amfibijski helikopter, ki bi imel ASW sposobnosti. Uporabljal bi se kot "lovec" in "uničevalec" podmornic, v preteklosti sta to delo opravljala dva helikopterja. Sea king je bil lahko oborožen z dvema torpedoma ali pa jedrsko globinsko bombo.
Prvi prototip je prvič poletel marca 1959. Sikorsky je tudi razvil civilčno verzijo Sikorsky S-61L. 

## Tehnične specifikacije
- Posadka: 4 (dva pilota, 2 ASW operaterja)
- Dolžina: 54 ft 9 in (16.7 m)
- Premer rotorja: 62 ft (19 m)
- Višina: 16 ft 10 in (5,13 m)
- Prazna teža: 11 865 lb (5 382 kg)
- Naložena teža: 18 626 lb (8 449 kg)
- Maks. vzletna teža: 22 050 lb (10 000 kg)
- Motorji: 2 × General Electric T58-GE-10 turbogredna, 1 400 KM (1045 kW) vsak

- Maks. hitrost: 166 mph (267 km/h)
- Dolet: 621 mi (1 000 km)
- Višina leta (servisna): 14 700 ft (4 481 m)
- Hitrost vzpenjanja: 1 310-2 220 ft/min (400-670 m/min)